# فولكان إيزيك
فولكان إيزيك (بالتركية: Volkan Işık)‏ مواليد 11 سبتمبر 1967، هو سائق راليات تركي. بدأ مسيرته في سنة 1998. كان أول رالي له هو رالي البرتغال 1998. شارك في بطولة العالم للراليات. تسابق في رالي التحدي عبر القارات.

## فرق مثلها
- تويوتا

## روابط خارجية
- فولكان إيزيك على موقع Rallye-info.com (الإنجليزية)
- فولكان إيزيك على موقع eWRC-results.com (الإنجليزية)